# 拉芬拿 (1985年出生足球运动员)
拉芬拿（葡萄牙語：Rafinha，1985年9月7日—），全名馬斯奧·拉斐爾·費拉拿·迪·蘇沙（葡萄牙語：Márcio Rafael Ferreira de Souza），是巴西職業足球運動員，司職右後衛，現效力于巴甲球队聖保羅。

## 足球生涯
拉芬拿出身於巴西球會哥列迪巴，並在 2002 年的球季，得到球會提升上一隊。
在 2005 年夏天，德國球會沙尔克04以 500 萬歐羅的轉會費，把當時還未足 20 歲的拉芬拿收歸旗下，雙方簽約 4 年。外界一般認為這宗交易的價格偏高，但沙尔克04的球會經理梅拿則認為拉芬拿是一名極具潛質的球員，他在未來的時間能透過比賽中不斷進步，身價也會不斷提升。可見會方對拉芬拿的發展抱有相當的期望。
拉芬拿的個子不高，但他不但是一個穩健的後防球員，更不時在右路助攻，擔任球會的右翼衛。此外，他是左右腳皆精的球員，偶爾會在比賽中憑著百步穿揚的遠射提球會建功，絕對是沙尔克04在進攻上的一路奇兵。
2010年8月，沙尔克04官网宣布，24岁的巴西后卫拉菲尼亚已经成功转会热那亚，沙尔克04并没有披露合同的具体细节，但据《图片报》透露，拉菲尼亚的转会费约为800万欧元。随后热那亚官网宣布拉菲尼亚加盟球队，将身穿18号球衣。

## 國家隊
2007 年夏天，拉芬拿曾得到巴西國家隊邓加納入 30 人的候選名單，出戰美洲國家盃，但他最終並沒有入選最後的大軍名單。2008年8月，拉芬拿入選了巴西國奧隊參加2008年奥运会，但史浩克零四拒絕放人，為此國際足協裁定球會需讓屬下23歲以下球員參加奧運會，史浩克零四不服而向國際體育仲裁法庭（Court of Arbitration for Sport）上訴得直，惟拉芬拿仍留在北京參賽，並奪得銅牌，史浩克零四於9月24日以拉芬拿缺席35天為由判罰他破紀錄的70萬歐元。

## 榮譽
- 銅牌
  - 奧林匹克運動會足球比賽：2008年

## 外部連絡
- 拉芬拿個人網頁 （德文）（葡萄牙文）
- 史浩克零四 拉芬拿資料 （页面存档备份，存于）
- Fussballdaten.de 拉芬拿數據 （页面存档备份，存于） （德文）